# Найденко, Сергей Валериевич
Сергей Валериевич Найденко — российский зоолог, доктор биологических наук, член-корреспондент РАН.

## Биография
Родился в 1970 году. Закончил Самарский государственный университет в 1992 году. В 1997 году защитил диссертацию по теме : «Социальное поведение рыси (Lynx lynx Linnaeus, 1758) и особенности его формирования в онтогенезе». Занимался исследованием уссурийского тигра. В 2016 году защитил диссертацию на звание доктора биологических наук по теме «Биология размножения кошачьих. Механизм репродуктивного успеха». 23 марта 2021 года избран директором института экологии имени А. Н. Северцова. В 2022 избран членом-корреспондентом РАН.
Специалист по дистанционному наблюдению за животными.
Занимается исследованиями рыси, уссурийского тигра, байкальской нерпы.